# László Székely (Fußballspieler)
László Székely bzw. László Székelly (* 15. Juni 1910 in Budapest, Österreich-Ungarn; † 27. November 1969 in Robecco Pavese) war ein ungarischer Fußballspieler und -trainer. Er arbeitete einen Großteil seiner Trainerkarriere in der Türkei und zählt aufgrund seiner Erfolge als einer der wichtigen Trainer im türkischen Fußball im Allgemeinen und für Fenerbahçe Istanbul im Speziellen. Mit diesem Verein wurde er zweimal Istanbuler Fußballmeister und einmal Türkischer Meister.

## Spielerkarriere
Székely kam als Sohn eines ungarischen Politikers und Diplomaten in Budapest auf die Welt. Mit 15 Jahren wurde er in die 1. Mannschaft von Nagyváradi AC (CA Oradea) aufgenommen und spielte hier vier Jahre lang. Anschließend kehrte er 1929 in seine ungarische Heimat zurück und trat hier seinen Militärdienst an. Durch den Ausbruch des Zweiten Weltkriegs verlängerte sich seine Militärzeit bis ins Jahr 1941. Nach der Entlassung aus seinem Militärdienst begann er ab 1945 für MTK Budapest FC zu spielen. Für diesen Klub war er die nächsten fünf Jahre tätig und beendete dann im Sommer 1946 seine Karriere.

## Trainerkarriere
Székelys startete seine Trainertätigkeit mit der Betreuung des Wiener Sportvereins „MTK Wien Hakova“. Da es aber einen solchen Verein nicht gab, whr er wahrscheinlich zuerst bei MTK in Budapest und dann in Wien bei der nach dem Krieg schnell wieder ins Leben gerufenen Hakoah. Anschließend zog er nach Italien und arbeitete 1947/48 beim US Lecce als Cheftrainer und 1949/50 betreute er Hellas Verona. Danach übernahm er die Israelische Nationalmannschaft.
Ab dem Frühjahr 1952 begann er in der Türkei zu arbeiten und übernahm als erste Tätigkeit Fenerbahçe Istanbul. In der neuen Saison Molnár mit Fenerbahçe an der İstanbul Profesyonel Ligi (dt.: Istanbuler Profiliga) teil. Zum Zeitpunkt seiner ersten Beschäftigung bei Fenerbahçe existierte in der Türkei keine landesübergreifende Profiliga. Stattdessen existierten in den Ballungszentren wie Istanbul, Ankara und Izmir regionale Ligen, von denen die Istanbuler Profiliga als die Renommierteste galt. In der Saison 1952 dieser Liga beendete Székely mit Fenerbahçe die Liga auf dem 3. Tabellenplatz. Auch in der neuen Saison blieb er bei diesem Klub Cheftrainer. Mit seinem Verein setzte sich Székely relativ früh an der Tabellenspitze fest und sicherte seiner Mannschaft am vorletzten Spieltag der Saison 1952/53 die Istanbuler Meisterschaft. Nach diesem Erfolg blieb zwar Székely bis zum Start der neuen Saison im Herbst 1953 Trainer, jedoch entschied sich die Vereinsführung für die anstehende Saison zu einem Trainerwechsel. Nach diesem Erfolg forderte er von Fenerbahçe für die neue Saison einen mehr Gehalt und erhielt wegen dieser Forderung nicht die erhoffte Vertragsverlängerung.
Nachdem Székely von Fenerbahçe keine Vertragsverlängerung für die Saison 1953/54 erhalten hatte, wurde seine Einigung mit dem Istanbuler Verein Emniyet SK verkündet. Wenige Tage nach dieser Einigung machte Galatasaray Istanbul Székely ein Angebot. Dieser nahm trotz der Zusage an Eminyet SK das Angebot von Galatasaray an und ersetzte bei den Rot-Gelben den früheren Trainer Gündüz Kılıç. Hier arbeitete er lediglich drei Monate lang und verließ den Klub, nachdem er mehrere Kontroversen mit Vereinsfunktionären erlebt hatte.
Im April 1954 wurde Székely Trainer bei Grêmio FBPA in der südbrasilianischen Metropole Porto Alegre. Dort hatte er allerdings wenig Erfolg in den Spielen um die Stadtmeisterschaft – Grêmio sollte nur Vierter werden – und verabschiedete sich noch im November. Erinnerungswürdig war dabei die Partie gegen EC Juventude in Caxias do Sul am 22. August, als der Hamburger Schiedsrichter Hans Lutzkat – der sich in jener Zeit gemeinsam mit Horst Herden nach Brasilien aufmachte um sich für das Werk mit der Pfeife ordentlich bezahlen zu lassen – bis zur 50. Minute bereits zwei Gremianer des Feldes verwiesen hatte und den Rest der Mannschaft in der 72. Minute des Feldes verwies. Erbaulicher war das Eröffnungsspiel des Estádio Olímpico Monumental von Porto Alegre im September, in dem Grêmio Nacional aus Montevideo mit 2:0 besiegte. Danach war er beim CA Juventus in São Paulo. Ab Mitte September 1955 war er für einen Monat Assistenztrainer (preparador do campo) unter Francisco de Souza Ferreira "Gradim" beim Fluminense FC in Rio de Janeiro.
Zur Saison 1956/57 übernahm Székely zum zweiten Mal Fenerbahçe. Er führte in der Saison die Saison 1956/57 zum zweiten Mal zur Istanbuler Meisterschaft und erreichte dies durch das bessere Torverhältnis gegenüber Galatasaray.
Im ersten Quartal 1957 wurde Székely bereits mehrfach von der Presse als neuer türkischer Nationaltrainer gehandelt. Im März stellte der türkische Fußballverband ihn als den neuen Cheftrainer der türkischen Nationalmannschaft ein. Székely betreute die Mannschaft bis zum Jahresende und holte während dieser Zeit in vier Spielen zwei Siege, ein Unentschieden und eine Niederlage.
Neben seiner Nationaltrainertätigkeit trainierte er in der Saison 1957/58 erst Adalet SK. Mitte Februar 1958 übernahm Székely in der Istanbuler Profiliga den stark Abstiegsbedrohten Verein Emniyet SK. Mit diesem Verein verpasste er aber den Klassenerhalt und wurde wenige Tage nach dem Abstieg bei Vefa Istanbul als neuer Trainer vorgestellt. Nachdem er bereits im September 1958 von seinem Amt zurückgetreten war, konnte er dazu bewogen werden, den Verein doch weiter zu trainieren. Ende November 1958 wurde er schließlich bei diesem Verein entlassen. Im Dezember desselben Jahres übernahm er mit Beykozspor einen anderen Istanbuler Sportklub, trat allerdings bereits wenige Tage danach von seinem Amt zurück.
Im Juli 1959 wurde er beim Istanbuler Verein Karagümrük SK als neuer Cheftrainer vorgestellt. Ab Sommer 1959 nahm Székely mit Karagümrük an der erst im Frühling 1959 neugegründeten und landesweit ausgelegten Millî Lig (der heutigen Süper Lig) teil. Diese ersetzte alle regionalen Ligen als höchste übergeordnete Spielklasse im türkischen Profifußball. Die erste Spielzeit der Millî Lig wurde von Februar 1959 bis Juni 1959 ausgespielt. Székely betreute in der zweiten Erstligasaison, der Saison 1959/60, Karagümrük. Hier fehlte er die Krankheit seiner Tochter vorgebend mehrere Trainingseinheiten seiner Mannschaft. Nachdem die Vereinsfunktionäre herausfanden, dass Székely die Krankheit seiner Tochter nur als Vorwand zeigt und stattdessen in einem Nachtklub als Manager arbeitete, kündigten sie Székelys Vertrag im September 1959.
Zur Rückrunde der Saison wurde er zum dritten Mal bei Fenerbahçe als Cheftrainer eingestellt und folgte damit seinem entlassenen Landsmann Ignác Molnár. Mit seiner Mannschaft beendete er die Saison hinter dem Erzrivalen Beşiktaş Istanbul. In der nächsten Saison liefert sich Székelys Mannschaft Galatasaray bis zum letzten Spieltag ein Kopf-an-Kopf-Rennen um die türkische Meisterschaft. Am letzten Spieltag sicherte sich Fenerbahçe mit einem Punkt Vorsprung, aber dem schlechteren Torverhältnis die türkische Meisterschaft. Dadurch holte Székely zum ersten und letzten Mal diesen Titel. Er blieb auch in der nächsten Winterpause noch Cheftrainer bei Fenerbahçe, wurde aber im Januar 1962 durch Necdet Erdem ersetzt.
Nach der Entlassung von Fenerbahçe verließ Székely die Türkei und setzte seine Karriere in Italien fort. Hier trainierte er FBC Unione Venedig, US Palermo, US Alessandria Calcio, FC Modena und Albenga Calcio.

## Tod
Am 27. November 1969 kam Székely bei einem Verkehrsunfall im Alter von 59 Jahren ums Leben. Er war auf der Autostrada A21 zwischen Voghera und Piacenza in Richtung Modena unterwegs, als sein Opel Rekord bei Robecco Pavese von der Straße abkam und sich überschlug. Székely, der allein reiste, starb unmittelbar nach dem Unfall erlittenen Verletzungen. Er hinterließ zwei Kinder.

## Erfolge
Mit Fenerbahçe Istanbul
- Meister der İstanbul Profesyonel Ligi: 1952/53, 1956/57
- Türkischer Meister: 1960/61
- Cemal-Gürsel-Pokalsieger: 1959/60